# 南阿蘇鐵道
南阿蘇鐵道株式會社（日语：／）是一家總部位於熊本縣阿蘇郡高森町的鐵路公司（日本第三部門鐵道）。該公司設有連接南阿蘇村和高森町的高森線，該路線是由舊日本國有鐵道（國鐵）特定地方交通線接手營運的鐵路線。公司由沿線自治體等出資成立。

## 歷史
- 1985年（昭和60年）
  - 4月1日 - 公司成立。
- 1986年（昭和61年）
  - 4月1日 - 承繼國鐵高森線，南阿蘇鐵道高森線開業[3]。
  - 7月26日 - 小火車「夕菅號」開始運行。
- 2008年（平成19年）3月20日 - 在沿線周邊地區試驗一架路軌和道路上行走的車輛「雙模式車輛(DMV)」，直至同月22日。
- 2016年（平成28年）
  - 4月14日 - 受熊本地震影響，全線暫停服務[4]。
  - 4月16日 - 受到熊本地震影響，使鐵道設施受到重大傷害，全線繼續暫停服務[4]。
  - 7月31日 - 中松 - 高森間重開[5]。
- 2023年（令和6年）
  - 7月15日 - 基礎重建竣工，全線重開

## 路線
| 中文線名 | 日文線名 | 起點 | 終點 | 距離（公里） |
| -------- | -------- | ---- | ---- | ------------ |
| 高森線   |          | 立野 | 高森 | 17.7         |

## 車輛

### 現有車輛
- MT-2000形（日语：南阿蘇鉄道MT-2000形気動車）(2001-2003) - 在1986年製造。MT-2001設有愛稱「花忍」，MT-2002設有愛稱「白河」，MT-2003設有愛稱「龍膽」。
- MT-3000形（日语：南阿蘇鉄道MT-3000形気動車）(3001) - 在1993年製造。
- MT-3000形（日语：南阿蘇鉄道MT-3000形気動車）(3010) - 在1998年製造。於「熊本未來國體（日语：第54回国民体育大会）」前，由彩票補貼下新製一架名為彩票號。
- DB16形（日语：南阿蘇鉄道DB16形ディーゼル機関車）（DB1601・1602） - 在2007年由北陸重機工業（日语：北陸重機工業）製造[6]。小火車「夕菅號」牽引機車。
- ToRa700形（日语：南阿蘇鉄道トラ700形客車）（ToRa70001、ToRa70002） - 小列車「夕菅號」使用的小火車客車用。
- TORA200形（日语：南阿蘇鉄道トラ700形客車）（TORA20001） - 在2007年由北陸重機工業製造的小火車「夕菅號」之小火車客車。

車輛的整體檢査業務委托了日鐵物流八幡負責。

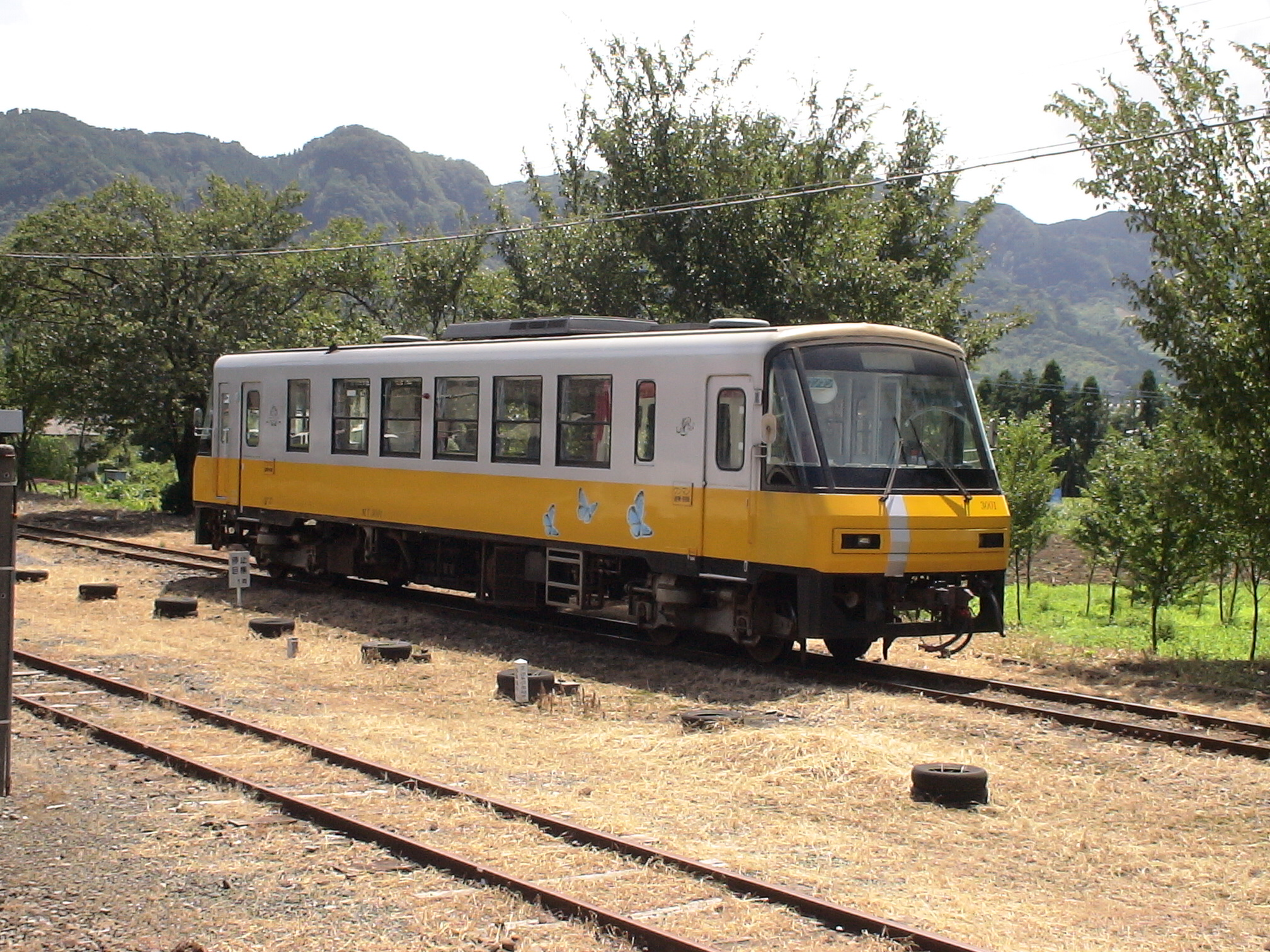
MT-3001
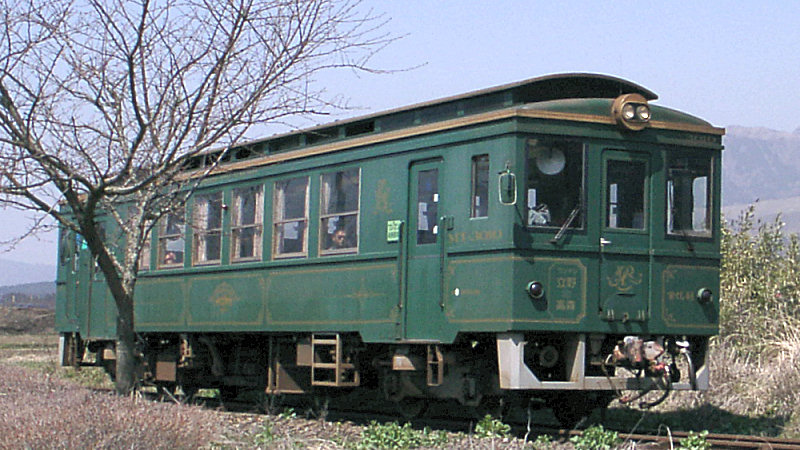
MT3010
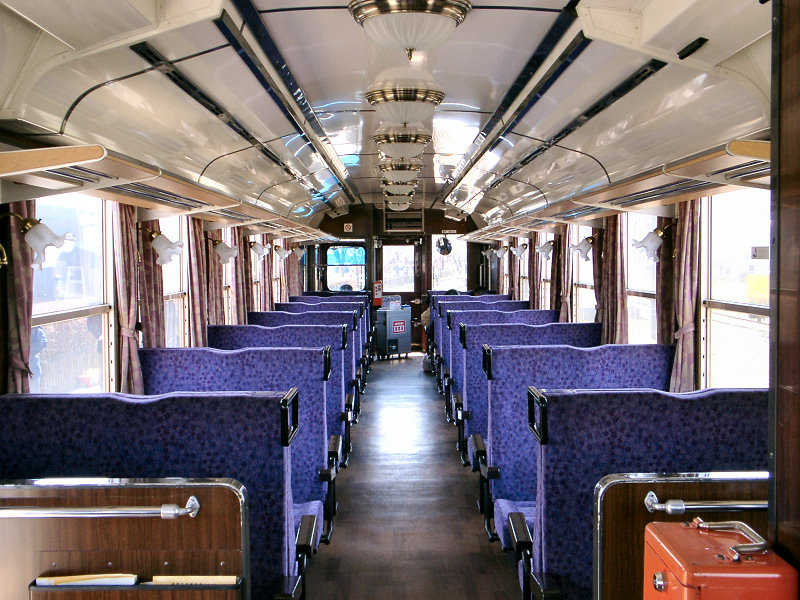
MT3010 車內
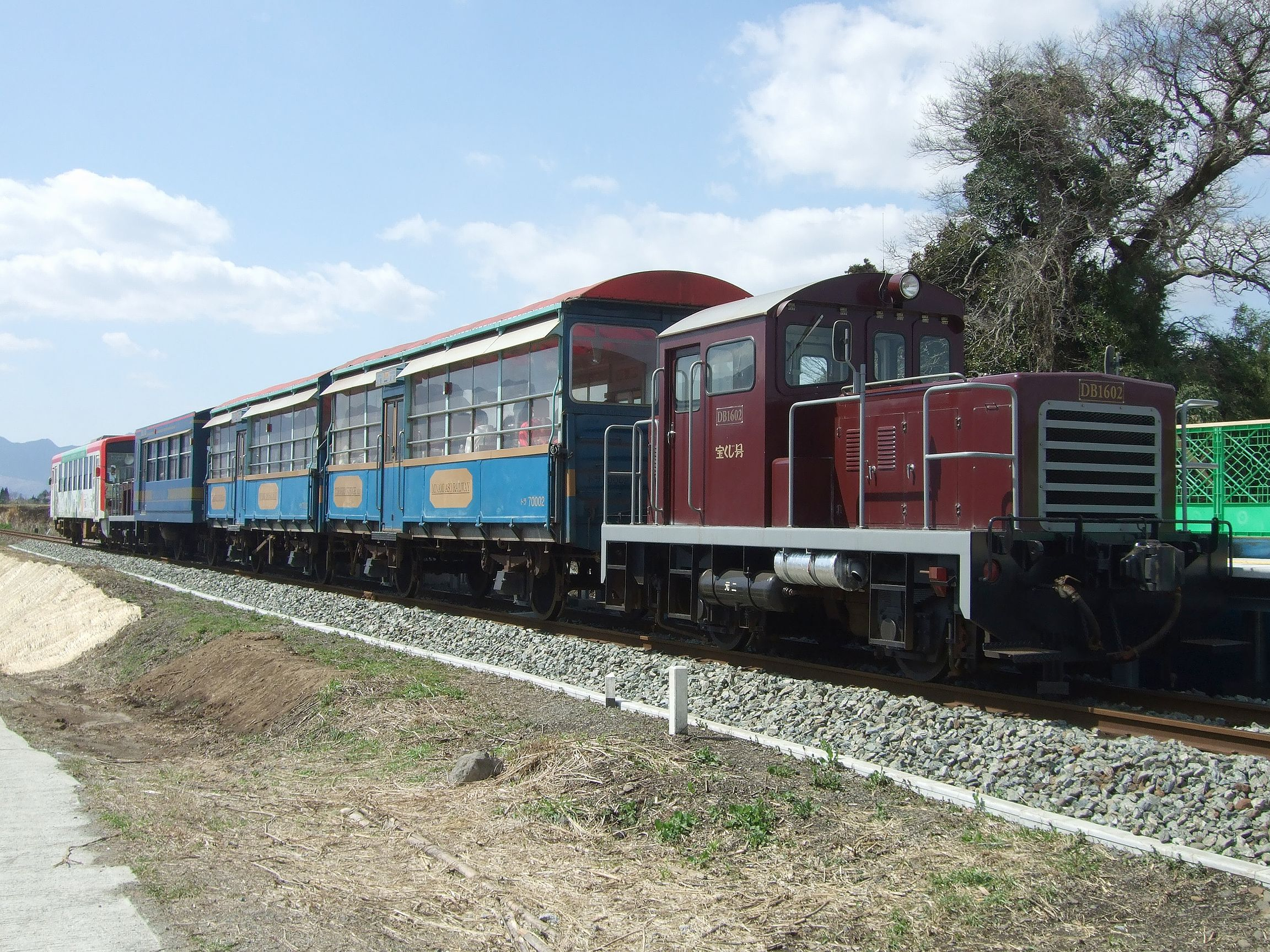
小火車「夕菅號」DB1602

### 廢止車輛
- MT-2100形（日语：南阿蘇鉄道MT-2100形気動車）(2105) - 1961年1月由新潟鐵工所製造，1987年由國鐵熊本運輸所（日语：熊本鉄道事業部）轉讓給南阿蘇鐵道，原本型號為國鐵KiHa52 35（日语：国鉄キハ20系気動車）[7]。後來為了可以與MT-2000形連絡，使列車進行改造。此列車變為後備車輛，因此沒有改造為一人控制車輛[7]。車輛停泊在高森站的留置線，後來於1993年引入MT3000形後退役。
- DB10形（日语：南阿蘇鉄道DB10形ディーゼル機関車）(DB101, DB102) - 用作牽引小火車「夕菅號」，於2007年轉讓至平成筑豐鐵道。

## 注腳
1. 1 2 3 4 5 6  鐵道統計年報平成29年度版 - 國土交通省
2. ↑  國土交通省鐵道局監修《鉄道要覧》令和元年度版，電氣車研究會，鐵道圖書刊行會
3. ↑  . 鐵道雜誌 (鐵道雜誌社). 1987-08, 21 (10): 96 （日语）.
4. 1 2  熊本地震、南阿蘇鉄道は運転再開の見通し立たず - 復旧義援金の口座を開設 （页面存档备份，存于）（日語） - Mynavi新聞，2016年4月25日
5. ↑  南阿蘇鉄道が一部再開　全線復旧のめどは立たず （页面存档备份，存于）（日語） - 朝日新聞數碼，2016年7月31日
6. ↑  新着情報2007/04/09 （页面存档备份，存于）（日語） - 北陸重機工業官方網站
7. 1 2  . 鐵道雜誌 (鐵道雜誌社). 1987-12, 21 (14): 114.

## 外部連結
- 南阿蘇鐵道 （页面存档备份，存于）（日語）
- 南阿蘇鐵道的X（前Twitter）
- 南阿蘇鐵道的Facebook專頁
- 南阿蘇鐵道的Instagram帳戶